# Åsgårdstrand

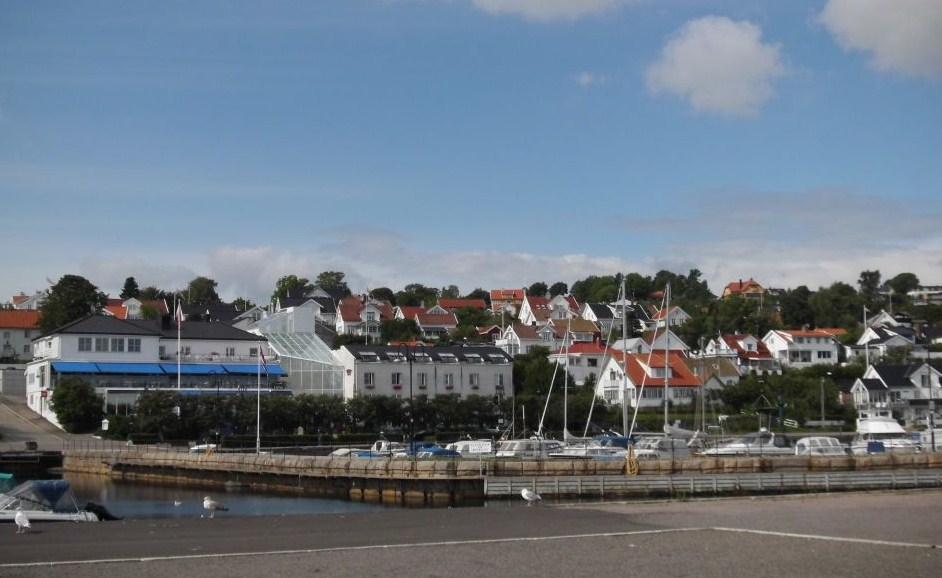
Åsgårdstrand, 2012

Åsgårdstrand ist ein im 16. Jahrhundert gegründeter Badeort am Oslofjord in Vestfold in Norwegen.
Åsgårdstrand war bis 1965 eine politisch selbständige Gemeinde und ist seither zwischen den Gemeinden Tønsberg und zum überwiegenden Teil Horten aufgeteilt.
Åsgårdstrand ist weltweit als Künstlerkolonie bekannt geworden. Die bekanntesten Künstler, die hier lebten und arbeiteten, waren Edvard Munch, Christian Krohg und Hans Heyerdahl. Das Sommerhaus Edvard Munchs ist als kleines Museum erhalten.

Edvard Munchs Haus (heute Museum)
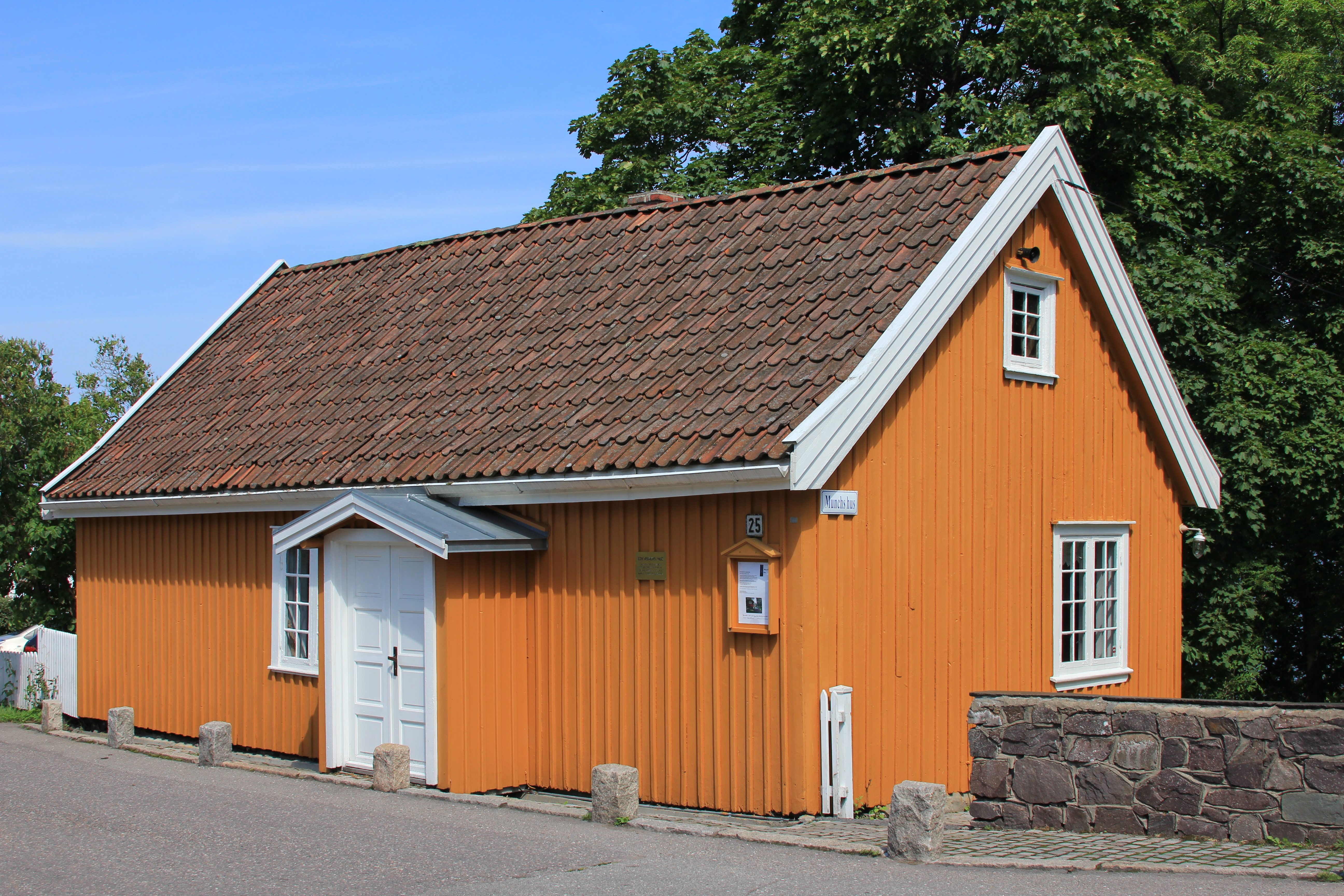
Außenaufnahme
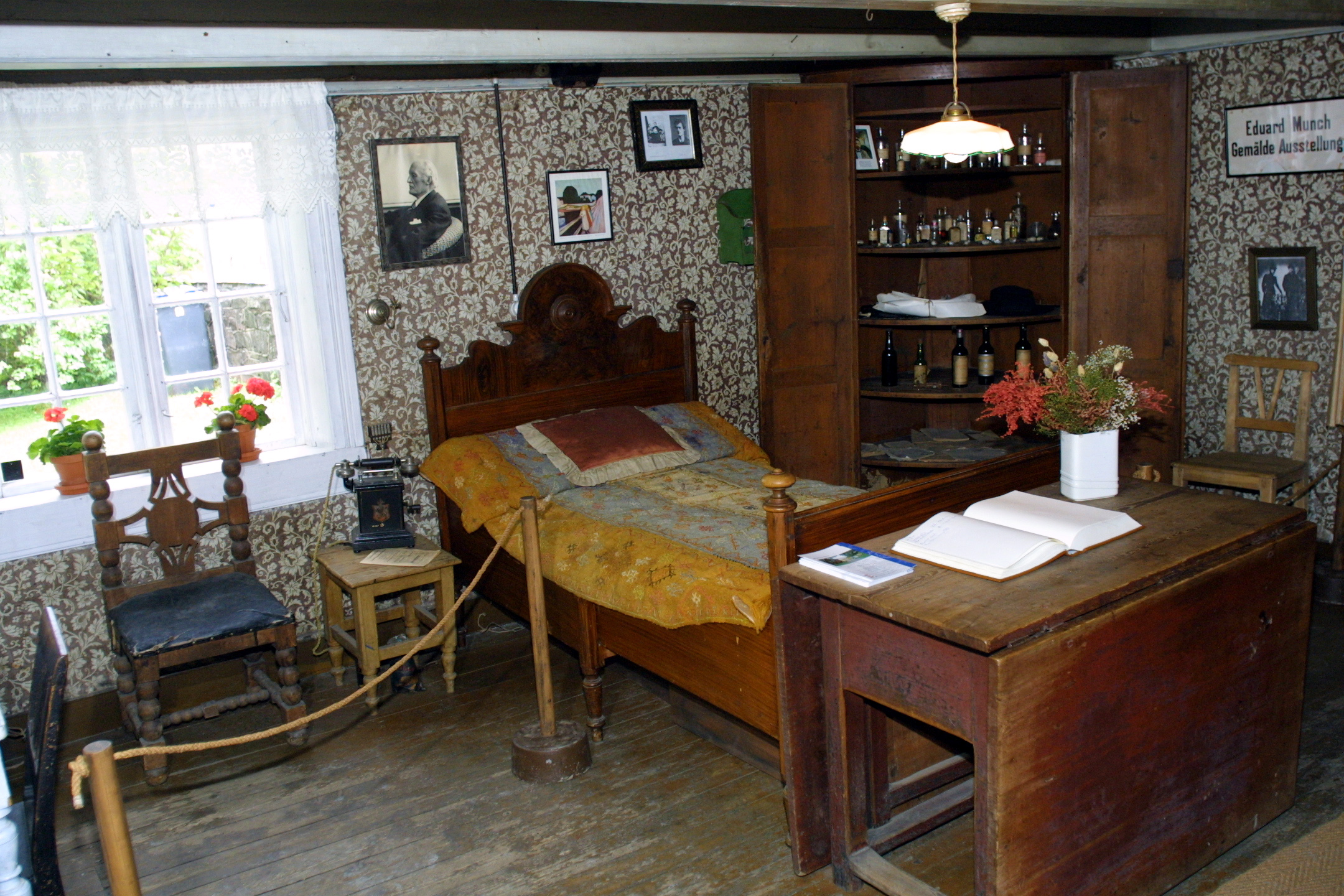
Interieur
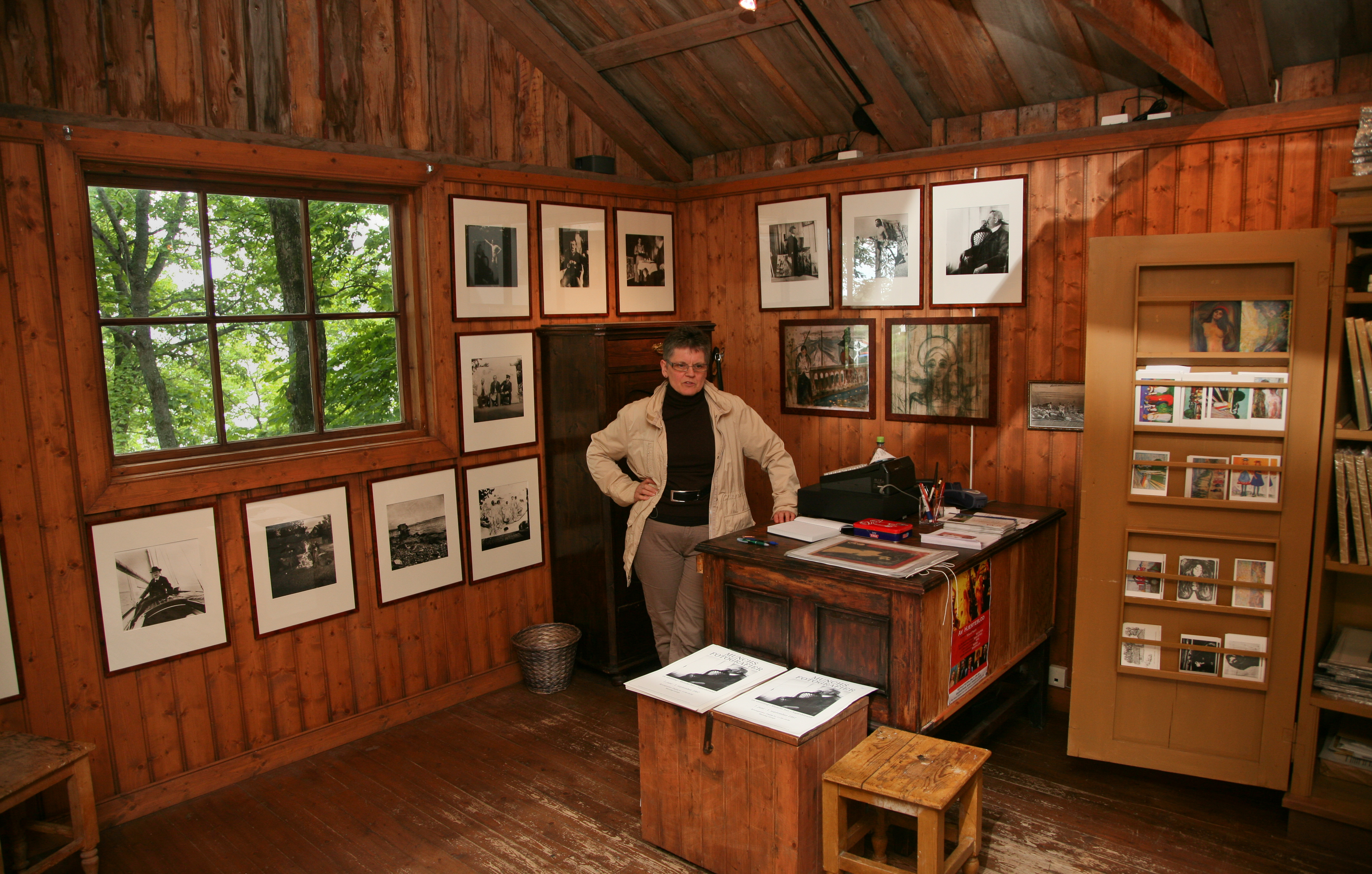
1. Stock